# Paul Ramdohr
Paul Ramdohr (1. ledna 1890 Überlingen – 8. března 1985 Weinheim) byl německý mineralog, nazývaný Erzvater („otec rud“).
Studoval na Heidelberské univerzitě, doktorát získal až po první světové válce v Göttingenu, kde jeho dizertační práci vedl Otto Mügge. Učil na báňské škole v Clausthalu, v roce 1926 se stal řádným profesorem na Univerzitě v Cáchách a od roku 1934 působil na Humboldtově univerzitě. V roce 1937 byl přijat do Pruské akademie věd. Spolu s Friedrichem Klockmannem vydal úspěšnou učebnici mineralogie. Zaměřil se na ložiskovou geologii a byl průkopníkem mikroskopické analýzy rud. Zkoumal naleziště zlata a uranu v jihoafrickém Witwatersrandu, pracoval také v australském Broken Hill a norské Sulitjelmě.
Vedl katedru mineralogie v Heidelbergu od roku 1951 do roku 1958, kdy odešel do penze. Věnoval se pak výzkumu meteoritů ve Společnosti Maxe Plancka, proslulá byla jeho studie o australském meteoritu Mundrabilla. Podílel se také na analýzách měsíčních hornin získaných během Programu Apollo.
Je po něm pojmenován minerál ramdohrit. V roce 1962 mu byla udělena Roeblingova medaile a v roce 1979 Leonardova medaile, od roku 1965 byl čestným prezidentem SGA (Society for Geology Applied to Mineral Deposits).